# 瑙吉拉科什
瑙吉拉科什，是匈牙利沃什州所辖的一个村，总面积16.11平方公里，总人口276，人口密度17.1人/平方公里（2010年1月1日）。